# Igor Kiriłłow
Igor Anatoljewicz Kiriłłow (ros. Игорь Анатольевич Кириллов; ur. 13 lipca 1970 w Kostromie, zm. 17 grudnia 2024 w Moskwie) – rosyjski wojskowy, generał porucznik.

## Życiorys
Urodził się 13 lipca 1970 r. w Kostromie. W 1987 r. wstąpił do Armii Radzieckiej. W okresie od 1991 do 1995 r. służył jako dowódca plutonu w Zachodniej Grupie Wojsk w Niemczech oraz w Moskiewskim Okręgu Wojskowym. Uczęszczał do kostromskiej Wyższej Wojskowej Szkoły Wojsk Chemicznych, którą ukończył w 2007 r. Sukcesywnie awansował, zajmując kolejne stanowiska, od dowódcy kompanii po dowódcę brygady w Wojskach Ochrony Radiologicznej, Chemicznej i Biologicznej. Generał porucznik Sił Zbrojnych Rosji.
Od 2014 r. był komendantem akademii szkolącej żołnierzy Wojsk Ochrony Radiologicznej, Chemicznej i Biologicznej. W 2017 r. został dowódcą Wojsk Ochrony Radiologicznej, Chemicznej i Biologicznej. W 2018 r. bronił Rosji przed oskarżeniami o wspólne z Syrią niszczenie dowodów i utrudnianie dostępu do miejsca użycia broni chemicznej przeciw cywilom w Dumie.
Na początku inwazji na Ukrainę oskarżył Ukrainę o budowę tzw. brudnej bomby. Później zaś wielokrotnie publicznie oskarżał Stany Zjednoczone o prowadzenie w Ukrainie programu budowania broni biologicznej skierowanej przeciw Rosji. Został był też obłożony sankcjami krajów Zachodu za jego działalność związaną z funkcjonowaniem wojsk chemicznych.
Zginął 17 grudnia 2024 r., kiedy pod jego apartamentowcem na Prospekcie Riazańskim w Moskwie wybuchła bomba zamontowana w elektrycznej hulajnodze. Jeszcze tego samego dnia ukraińskie media informowały, że Służba Bezpieczeństwa Ukrainy zabiła Kiriłłowa w operacji specjalnej, gdyż miał być zamieszany w wielokrotne użycie broni chemicznej przeciwko Ukraińcom. Dzień wcześniej ukraińska prokuratura in absentia postawiła go w stan oskarżenia za używanie zakazanej broni chemicznej na Ukrainie, czemu Rosja zaprzecza. Za przeprowadzenie zamachu na Kiriłłowa rosyjskie służby zatrzymały 29-letniego Uzbeka, który wg nich został zrekrutowany przez ukraińskie służby obietnicą wypłaty 100 tys. dolarów nagrody i wyjazdu do Europy.

## Życie prywatne
Był żonaty, miał dwóch synów.

## Wybrane odznaczenia
- Bohater Pracy Federacji Rosyjskiej (16 sierpnia 2021[7])
- Order „Za zasługi dla Ojczyzny” III klasy
- Order „Za zasługi dla Ojczyzny” IV klasy
- Order Aleksandra Newskiego
- Order „Za zasługi wojskowe”
- Medal Orderu „Za zasługi dla Ojczyzny” II klasy